# Focar (matematică)
Prin focar se desemnează, în general, unul sau mai multe puncte caracteristice asociate unei figuri geometrice remarcabile.

## Cazul conicelor

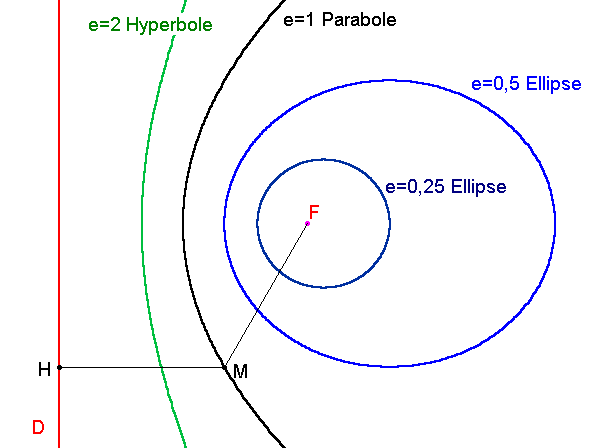
Diferite conice cu acelaşi focar F

Definiția monofocală a unei conice utilizează conjunct un focar F și o dreaptă D numită directoare asociată. Conica apare ca mulțimea punctelor M din plan în așa fel încât {\displaystyle \ {d(M,F)}=e\ {d(M,D)}}. Potrivit valorii numărului real strict pozitiv e, numit excentricitate, mulțimea va fi o elipsă, o parabolă sau o hiperbolă.
- Punctele parabolei sunt, prin urmare, caracterizate de proprietatea MF=MH pe schema alăturată, unde H este proiecția ortogonală a lui M pe D.
- Cu cât valoarea lui e este mai apropiată de 0, cu atât mai mult conica se aseamănă cu un cerc. Se estimează că centrul cercului este focarul său, iar directoarea sa este aruncată la infinit.

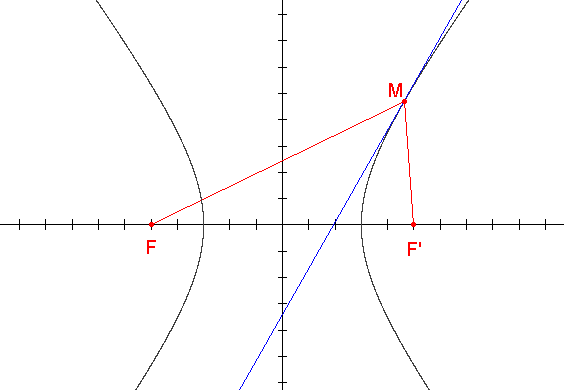
Hiperbolă: abs(MF - MF') = constantă

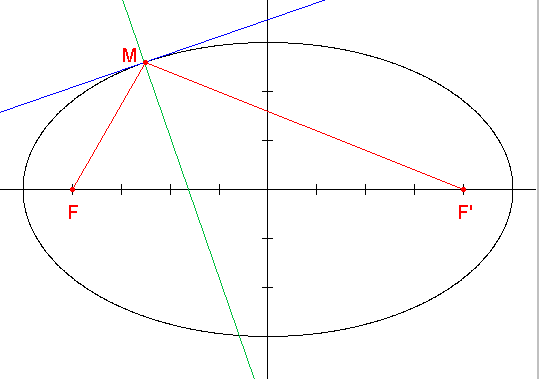
Elipsă: MF + MF' = constantă

Spre deosebire de parabolă, pentru care există un singur focar, elipsa și hiperbola posedă fiecare câte două focare, permițând o definire ca bifocale a acestor curbe. În cazul elipsei, suma distanțelor de la punctul M la cele două focare este o constantă; în cazul hiperbolei, este valoarea absolută a diferenței.

## Alte curbe plane
Pentru alte curbe plane sunt atribuite puncte numite focare îndeosebi dacă punctele lor posedă proprietăți legate de distanțe (dintre aceste focare). Se pot cita cazurile lemniscatei lui Bernoulli, ovalelor lui Cassini, unor cubice cum este o strofoidă.